# DNAJB12
DNAJB12 (англ. DnaJ heat shock protein family (Hsp40) member B12) – білок, який кодується однойменним геном, розташованим у людей на 10-й хромосомі. Довжина поліпептидного ланцюга білка становить 375 амінокислот, а молекулярна маса — 41 819.
| 10         |  | 20         |  | 30         |  | 40         |  | 50         |
| ---------- |  | ---------- |  | ---------- |  | ---------- |  | ---------- |
| MESNKDEAER |  | CISIALKAIQ |  | SNQPDRALRF |  | LEKAQRLYPT |  | PRVRALIESL |
| NQKPQTAGDQ |  | PPPTDTTHAT |  | HRKAGGTDAP |  | SANGEAGGES |  | TKGYTAEQVA |
| AVKRVKQCKD |  | YYEILGVSRG |  | ASDEDLKKAY |  | RRLALKFHPD |  | KNHAPGATEA |
| FKAIGTAYAV |  | LSNPEKRKQY |  | DQFGDDKSQA |  | ARHGHGHGDF |  | HRGFEADISP |
| EDLFNMFFGG |  | GFPSSNVHVY |  | SNGRMRYTYQ |  | QRQDRRDNQG |  | DGGLGVFVQL |
| MPILILILVS |  | ALSQLMVSSP |  | PYSLSPRPSV |  | GHIHRRVTDH |  | LGVVYYVGDT |
| FSEEYTGSSL |  | KTVERNVEDD |  | YIANLRNNCW |  | KEKQQSEGLL |  | YRARYFGDTD |
| MYHRAQKMGT |  | PSCSRLSEVQ |  | ASLHG      |  |            |  |            |

A: Аланін

C: Цистеїн

D: Аспарагінова кислота

E: Глутамінова кислота

F: Фенілаланін

G: Гліцин

H: Гістидин

I: Ізолейцин

K: Лізин

L: Лейцин

M: Метіонін

N: Аспарагін

P: Пролін

Q: Глутамін

R: Аргінін

S: Серин

T: Треонін

V: Валін

W: Триптофан

Кодований геном білок за функцією належить до шаперонів. 
Задіяний у таких біологічних процесах, як ацетилювання, альтернативний сплайсинг. 
Локалізований у ядрі, мембрані, ендоплазматичному ретикулумі.